# Етолоакарнания
Етолоакарнания или Етолия и Акарнания (на гръцки: Αιτωλοακαρνανία, Νομός Αιτωλίας και Ακαρνανίας) е ном в Гърция, част от административна област Западна Гърция. Етолоакарнания е с население от 223 188 жители (2005 г.) и обща площ от 5461 км², което го прави най-големият ном по площ в страната. Свързан е с полуостров Пелопонес чрез трикилометров мост.

## Средновековна история
Етолия и Акарнания споделят съдбата на съседен Епир през средновековието. Тази област е византийска през по-голямата част от средновековието.
Етолия и Навпакт (Лепанто), ведно с Акарнания е в границите на Първото българско царство през X век в периода 920 – 995 г., по време на царуването на Симеон I, Петър I, Борис II, Роман
и Самуил. През този период Етолия и Акарнания са временни епархии на Охридската българска архиепископия . По време на въстанието на Петър Делян, тази територия е освободена за кратко от византийска власт.
Навпакт е център на византийската тема Никополис.
С образуване на Епирското деспотство, Етолия и Акарнания споделят съдбата на съседен Епир. За кратко след Клокотнишката битка в периода 1230 – 1241 г., тази територия като част от Епирското деспотство е в зависимо положение от Търновското царство. 
В средата на XIV век Етолия и Акарнания влизат за кратко в състава на Душановото царство, след което през XIV век са завоювани от османците и обособени в санджак Карли-или.
В края на XVI век във водите край Навпакт се разиграва известната битка при Лепанто.